# 教育職員免許法施行規則
教育職員免許法施行規則（きょういくしょくいんめんきょほうしこうきそく、昭和29年文部省令第26号）は、教育職員免許法（昭和24年法律第147号）の規定に基き、及びその規定を実施するために定められた省令である。現在の省令は、旧・教育職員免許法施行規則（昭和24年文部省令第38号）の全部を改正したものである。

## 概要
日本における、教員の免許状の授与制度の細目を定めており、特に授与を受けるのに必要な単位とその内容について規定しているので、重要性の高い省令である。
同法の詳細規定は本省令に多くを委任しているため、「教育職員免許法施行規則」の参照なしに日本の「教員の免許状」の制度を理解することはできない一方、改正頻度が高く特例や経過措置の規定も多いため、素人が令文を読み落とさないで理解することは容易ではない。

## 歴史
旧省令では、教員免許状のほかにも校長免許状、教育長免許状、指導主事免許状について規定していた。新省令は、校長免許状、教育長免許状、指導主事免許状の廃止にともない旧省令を全部改正したものである。
「学校教育法」の一部改正、「学校教育法施行規則」の「教育課程その他の保育内容に関する事項」（幼稚園）、「教育課程に関する 事項」についての一部改正、「教育要領」「学習指導要領」の全部改正・一部改正などがあるたびに改正されるのが通例で、改正の頻度がかなり高い。

## 構成
改正が繰り返された結果、かなり条文構成は雑多であり、改正省令の附則までもを参照しなければならないことを踏まえれば、教育法の中では、かなり複雑な法令である。
- 制定文
- 第一章　単位の修得方法等
- 第二章　認定課程
- 第三章　相当課程
- 第四章　教員養成機関の指定
- 第五章　免許法認定講習
- 第五章の二　免許法認定公開講座
- 第六章　免許法認定通信教育
- 第七章　単位修得試験
- 第七章の二　免許状の有効期間の更新及び延長
- 第七章の三　免許状更新講習
- 第八章　教員資格認定試験
- 第九章　中学校等の教員の特例
- 第十章　自立教科等の免許状
- 第十章の二　特別免許状
- 第十一章　雑則
- 附則
- 改正省令の附則・多数（略）
- 別記第一号様式
- 別記第二の一号様式
- 別記第二の二号様式
- 別記第二の三号様式
- 別記第二の四号様式
- 別記第三の一号様式
- 別記第三の二号様式
- 別記第三の三号様式
- 別記第四号様式
- 別記第五号様式
- 別記第六号様式